# Tačka paljenja
Tačka paljenja isparljivog materijala je najniža temperatura na kojoj on može da ispari i formira zapaljivu smešu u vazduhu. Za merenje tačke paljenja potreban je izvor paljenja. Na tački paljenja, para može da prestane da gori kada se izvor paljenja ukloni.
Tačku paljenja ne treba mešati sa temperaturom samozapaljenja, koja ne zahteva izvor paljenja.
Tačka gorenja je viša temperatura na kojoj para nastavlja da gori nakon paljenja. Tačke paljenja i gorenja nisu zavisne od temperature izvora paljenja, koja je znatno viša.
Tačka paljenja se često koristi kao opisna karakteristika tečnih goriva, i ona se isto tako koristi za opisivanje opasnosti od požara za tečnosti. Tačka paljenja se primenjuje na zapaljive i sagorljive tečnosti. Postoje različiti standardi za definisanje ovog termina. Tečnosti sa tačkom paljenja manjom od 60.5 ° (141 °) ili 37.8 ° (100 °) — u zavisnosti od primenjenog standarda — se smatraju zapaljivim, dok se tečnosti sa tačkom paljenja iznad tih temperatura smatraju sagorljivim.

## Literatura
1. ↑  M. Vidal; W. J. Rogers; J. C. Holste; M. S. Mannan (2004). „A review of estimation methods for flash points and flammability limits”. Process Safety Progress. 23 (1): 47—55. doi:10.1002/prs.10004.